# Departamento de Assuntos Econômicos e Sociais das Nações Unidas
O Departamento de Assuntos Econômicos e Sociais das Nações Unidas (UN DESA) faz parte do Secretariado das Nações Unidas e é responsável pelo acompanhamento das principais Cúpulas e Conferências das Nações Unidas, bem como pelos serviços prestados ao Conselho Econômico e Social das Nações Unidas. Segundo e Terceiro Comitês da Assembleia Geral das Nações Unidas. O UN DESA ajuda países em todo o mundo na definição de agendas e tomada de decisões com o objetivo de enfrentar seus desafios econômicos, sociais e ambientais. Apoia a cooperação internacional para promover o desenvolvimento sustentável para todos, tendo como base a Agenda 2030 para o Desenvolvimento Sustentável e os 17 Objetivos de Desenvolvimento Sustentável (ODS) adotados pela Assembleia Geral da ONU em 25 de setembro de 2015. Fornecendo uma ampla gama de produtos analíticos, assessoria política e assistência técnica, o UN DESA traduz efetivamente compromissos globais nas esferas econômica, social e ambiental em políticas e ações nacionais e continua a desempenhar um papel fundamental no monitoramento do progresso em direção a metas de desenvolvimento acordadas internacionalmente. É também membro do Grupo das Nações Unidas para o Desenvolvimento.